# Natação no Campeonato Europeu de Esportes Aquáticos de 2018 - 4x100 m medley masculino
A prova do revezamento 4x100 metros medley masculino da natação no Campeonato Europeu de Esportes Aquáticos de 2018 ocorreu no dia 9 de agosto no Tollcross International Swimming Centre, em Glasgow no Reino Unido. 

## Calendário
| Fase          | Data        | Hora  |
| ------------- | ----------- | ----- |
| Eliminatórias | 9 de agosto | 09:48 |
| Final         | 9 de agosto | 17:58 |

Todos os horários estão no horário local (UTC+0)

## Recordes
Antes desta competição, os recordes eram os seguintes:
|                       | Nacionalidade  | Tempo   | Local     | Data                 |
| --------------------- | -------------- | ------- | --------- | -------------------- |
| Recorde mundial       | Estados Unidos | 3:27.28 | Roma      | 2 de agosto de 2009  |
| Recorde europeu       | Alemanha       | 3:28.58 | Roma      | 2 de agosto de 2009  |
| Recorde do campeonato | França         | 3:31.32 | Budapeste | 15 de agosto de 2010 |

Os seguintes novos recordes foram estabelecidos durante esta competição. 
| Data        | Prova | Nadadores                                                                       | Nacionalidade | Tempo   | Recordes              |
| ----------- | ----- | ------------------------------------------------------------------------------- | ------------- | ------- | --------------------- |
| 9 de agosto | Final | Nicholas Pyle (54.58) Adam Peaty (57.60) James Guy (50.91) Duncan Scott (47.35) | Reino Unido   | 3:30.44 | Recorde do campeonato |

## Medalhistas
| Ouro | Prata | Bronze |
| Reino Unido · Nicholas Pyle · Adam Peaty · James Guy · Duncan Scott · Brodie Williams* · James Wilby* · Jacob Peters* | Rússia · Kliment Kolesnikov · Anton Chupkov · Egor Kuimov · Vladimir Morozov · Evgeny Rylov* · Kirill Prigoda* · Aleksandr Sadovnikov* · Vladislav Grinev* | Alemanha · Christian Diener · Fabian Schwingenschlögl · Marius Kusch · Damian Wierling · Jan-Philip Glania* · Philip Heintz* |

*Atletas que competiram apenas nas baterias e receberam medalhas

## Resultados

### Eliminatórias
Esses foram os resultados das eliminatórias. 
| Pos. | Bateria | Raia | Nacionalidade | Nadadores | Tempo   | Notas |
| ---- | ------- | ---- | ------------- | --- | ------- | ----- |
| 1    | 3       | 6    | Rússia        | Evgeny Rylov (52.66) Kirill Prigoda (59.39) Aleksandr Sadovnikov (52.41) Vladislav Grinev (48.62)                   | 3:33.08 | Q     |
| 2    | 1       | 5    | Hungria       | Gábor Balog (54.69) Dávid Horváth (1:00.92) László Cseh (51.67) Dominik Kozma (48.22)                               | 3:35.50 | Q     |
| 3    | 2       | 7    | Reino Unido   | Brodie Williams (55.08) James Wilby (59.13) Jacob Peters (52.35) Duncan Scott (48.96)                               | 3:35.52 | Q     |
| 4    | 2       | 4    | Alemanha      | Jan-Philip Glania (54.53) Fabian Schwingenschlögl (59.47) Philip Heintz (52.44) Marius Kusch (49.20)                | 3:35.64 | Q     |
| 5    | 2       | 2    | Países Baixos | Nyls Korstanje (55.62) Arno Kamminga (59.58) Joeri Verlinden (52.01) Stan Pijnenburg (48.67)                        | 3:35.88 | Q     |
| 6    | 2       | 8    | Bielorrússia  | Mikita Tsmyh (55.62) Ilya Shymanovich (59.00) Yauhen Tsurkin (51.45) Viktar Krasochka (49.99)                       | 3:36.06 | Q     |
| 7    | 3       | 8    | Lituânia      | Danas Rapšys (54.80) Andrius Šidlauskas (1:00.13) Deividas Margevičius (52.90) Simonas Bilis (48.36)                | 3:36.19 | Q     |
| 8    | 1       | 3    | Suécia        | Gustav Hökfelt (55.06) Erik Persson (1:00.18) Simon Sjödin (53.28) Christoffer Carlsen (48.25)                      | 3:36.77 | Q     |
| 9    | 2       | 0    | Itália        | Thomas Ceccon (55.17) Alessandro Pinzuti (1:00.15) Matteo Rivolta (52.91) Luca Dotto (49.01)                        | 3:37.24 |       |
| 10   | 2       | 3    | Grécia        | Apostolos Christou (54.41) Ioannis Karpouzlis (1:01.79) Andreas Vazaios (52.94) Odyssefs Melanidis (48.96)          | 3:38.10 |       |
| 11   | 2       | 6    | Suíça         | Thierry Bollin (55.71) Yannick Käser (1:00.88) Noè Ponti (53.18) Nils Liess (49.44)                                 | 3:39.21 |       |
| 12   | 3       | 2    | Polónia       | Radosław Kawęcki (55.08) Michal Stolarski (1:01.87) Michal Chudy (53.22) Kacper Majchrzak (49.16)                   | 3:39.33 |       |
| 13   | 2       | 1    | Turquia       | Metin Aydın (55.96) Berkay Öğretir (1:00.80) Kaan Türker Ayar (53.56) Yalım Acımış (49.41)                          | 3:39.73 |       |
| 14   | 3       | 5    | Áustria       | Bernhard Reitshammer (54.90) Christopher Rothbauer (1:01.39) Xaver Gschwentner (54.86) Alexander Trampitsch (49.04) | 3:40.19 |       |
| 15   | 3       | 4    | Israel        | Yakov Toumarkin (55.24) Itay Goldfaden (1:03.21) Marcus Schlesinger (53.67) Ziv Kalontarov (48.57)                  | 3:40.69 |       |
| 16   | 2       | 5    | Estónia       | Ralf Tribuntsov (55.33) Martin Allikvee (1:01.56) Kregor Zirk (53.21) Daniel Zaitsev (50.62)                        | 3:40.72 |       |
| 17   | 3       | 7    | Croácia       | Anton Lončar (55.99) Nikola Obrovac (1:02.15) Nikola Miljenić (53.73) Bruno Blašković (48.99)                       | 3:40.86 |       |
| 18   | 3       | 3    | Eslováquia    | Adam Černek (57.73) Tomáš Klobučník (1:02.38) Ádám Halás (55.12) Jozef Beňo (54.34)                                 | 3:49.57 |       |
| 19   | 3       | 0    | Finlândia     | Niko Mäkelä (58.49) William Wihanto (1:04.93) Sergey Kuznetsov (55.49) Anton Herrala (51.18)                        | 3:50.09 |       |
| 20   | 3       | 1    | Irlanda       | Conor Ferguson (55.08) Darragh Greene Brendan Hyland Shane Ryan                                                     | DSQ     | DSQ   |

### Final
Esse foi o resultado da final. 
| Pos.              | Raia | Nacionalidade | Nadadores                                                                                               | Tempo   | Notas                 |
| ----------------- | ---- | ------------- | --- | ------- | --------------------- |
| Medalha de ouro   | 3    | Reino Unido   | Nicholas Pyle (54.58) Adam Peaty (57.60) James Guy (50.91) Duncan Scott (47.35)                         | 3:30.44 | Recorde do campeonato |
| Medalha de prata  | 4    | Rússia        | Kliment Kolesnikov (52.77) Anton Chupkov (1:00.40) Egor Kuimov (51.42) Vladimir Morozov (47.44)         | 3:32.03 |                       |
| Medalha de bronze | 6    | Alemanha      | Christian Diener (54.19) Fabian Schwingenschlögl (1:00.00) Marius Kusch (51.58) Damian Wierling (47.75) | 3:33.52 |                       |
| 4                 | 1    | Lituânia      | Danas Rapšys (54.80) Andrius Šidlauskas (58.80) Deividas Margevičius (52.29) Simonas Bilis (47.81)      | 3:33.70 |                       |
| 5                 | 5    | Hungria       | Richárd Bohus (54.57) Dávid Horváth (1:01.20) Kristóf Milák (51.30) Nándor Németh (47.17)               | 3:34.24 |                       |
| 6                 | 7    | Bielorrússia  | Mikita Tsmyh (54.88) Ilya Shymanovich (59.14) Yauhen Tsurkin (51.12) Viktar Krasochka (49.65)           | 3:34.79 |                       |
| 7                 | 2    | Países Baixos | Nyls Korstanje (55.48) Arno Kamminga (59.68) Joeri Verlinden (51.80) Stan Pijnenburg (48.28)            | 3:35.24 |                       |
| 8                 | 8    | Suécia        | Gustav Hökfelt (54.87) Erik Persson (1:00.23) Simon Sjödin (52.58) Christoffer Carlsen (48.32)          | 3:36.00 |                       |

Legenda
| Recorde mundial       | Recorde mundial (World record)               |                       | Recorde africano                      | Recorde africano (African) |                                           | Q | Classificado por posição (Qualified) |
| Recorde do campeonato | Recorde do campeonato (Championship record)  | Recorde da América    | Recorde da América (Americas)         | q                          | Classificado por melhor tempo (Qualified) |   |                                      |
| Melhor marca do ano   | Melhor marca do ano (World leading)          | Recorde asiático      | Recorde asiático (Asian)              | DNS                        | Não largou (Did not start)                |   |                                      |
| Recorde nacional      | Recorde nacional (National record)           | Recorde europeu       | Recorde europeu (European)            | DNF                        | Não terminou (Did not finish)             |   |                                      |
| Recorde pessoal       | Recorde pessoal do atleta (Personal best)    | Recorde da Oceania    | Recorde da Oceania (Oceania)          | DSQ / DQ                   | Desclassificado (Disqualified)            |   |                                      |
| Recorde da temporada  | Recorde da temporada do atleta (Season best) | Recorde sul-americano | Recorde sul-americano (South America) | NM                         | Sem marca (No mark)                       |   |                                      |